# Matronalia
En la Religión de la Antigua Roma, la Matronalia (o Matronales Feriae) fue una fiesta romana que se celebraba en honor de Juno Lucina, la diosa del parto («Juno la que trae los niños a la luz»), de la maternidad (mater es «madre» en latín) y de las mujeres en general. 
En el calendario romano original, tradicionalmente se pensaba que había sido establecida por Rómulo, en el primer día del año. Como primer día de marzo (Martius), el mes de Marte, fue también Feriae para Marte.
La fecha de la fiesta fue asociada con la dedicación de un templo a Juno Lucina en la colina del Esquilino alrededor de 268 a. C., y posiblemente también una conmemoración de la paz entre los romanos y los sabinos. En ese día, las mujeres participaban en los rituales en el templo, aunque los detalles no han sido conservados, excepto con la observación de que llevaban el pelo suelto (contrario al decoro romano,  que requería llevarlo recogido) y no se les permitía usar cinturones o anudar su ropa en ninguna parte.
En casa, las mujeres recibían regalos de sus maridos e hijas y se esperaba de los maridos romanos que ofrecieran oraciones por sus esposas. Las mujeres, a su vez, preparaban comida para los esclavos de la casa (a los que se les daba el día libre), de la misma forma que los hombres romanos hacían en las Saturnales.